# Meigneux (Somma)
Meigneux – miejscowość i gmina we Francji, w regionie Hauts-de-France, w departamencie Somma.
Według danych na rok 1990 gminę zamieszkiwało 150 osób, a gęstość zaludnienia wynosiła 38 osób/km² (wśród 2293 gmin Pikardii Meigneux plasuje się na 847. miejscu pod względem liczby ludności, natomiast pod względem powierzchni na miejscu 972.).